# میعانات گازی
میعانات طبیعی گازی (به انگلیسی: Natural Gas Condensate) یکی از محصولات میدان‌های گاز است.

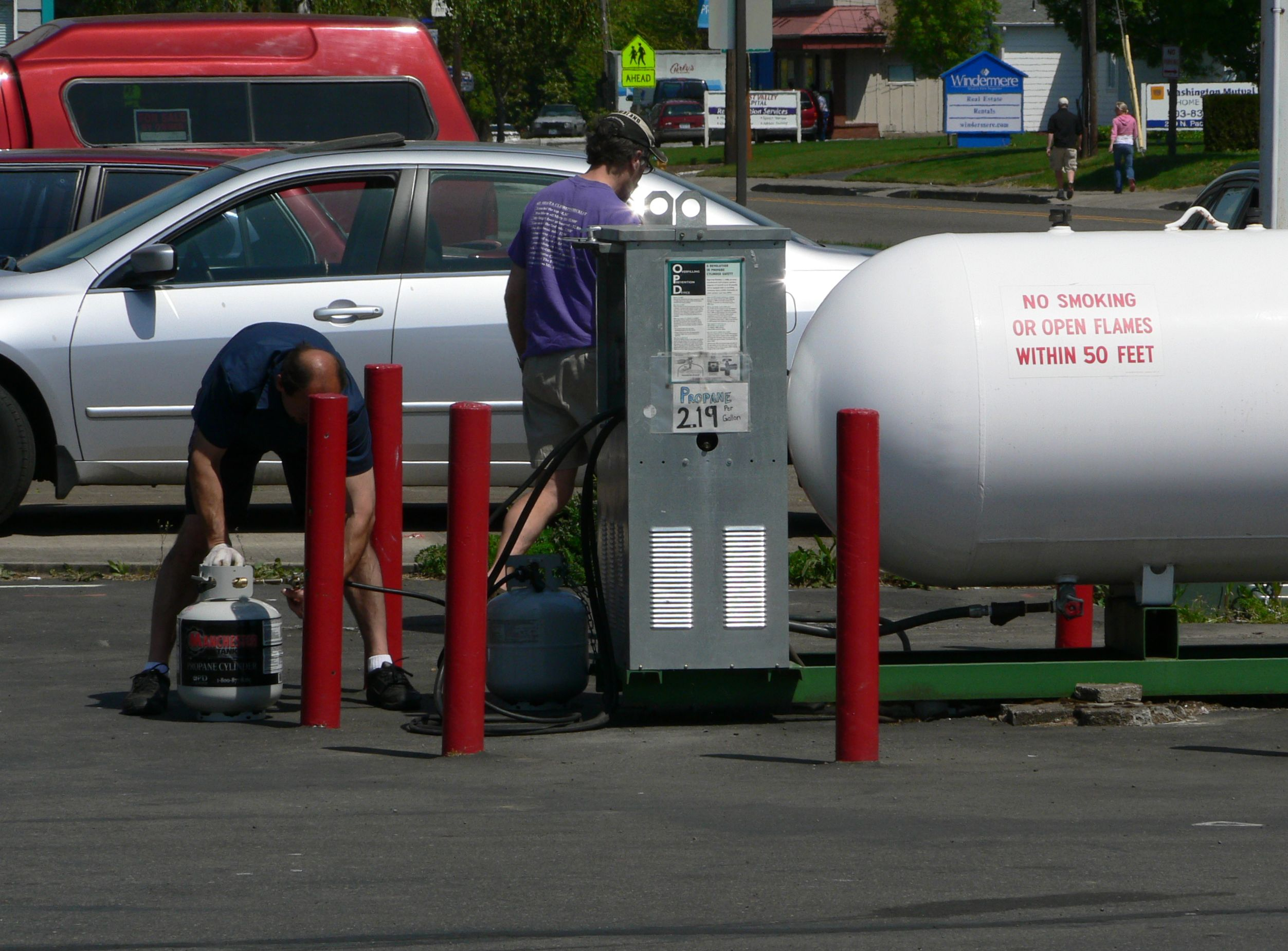
ایستگاه سوخت پروپان در اریگان در آمریکا

## مقدمه
گاز طبیعی که از مخازن گازی استحصال می‌شود عمدتاً حاوی حجم قابل ملاحظه‌ای میعانات گازی است. مخصوصاً زمانی که حجم برداشت گاز از مخزن زیاد باشد. میعانات گازی به جریان هیدروکربنی مایع گفته می‌شود که در ذخایر گاز طبیعی وجود دارد و به‌صورت رسوب و ته‌نشین در گاز استخراجی یافت می‌شود.

## مشخصه‌های فیزیکی و شیمیایی
میعانات گازی بیشتر از پنتان و هیدروکربن‌های سنگین تر (+C5) تشکیل شده و با توجه به موقعیت برداشت آن می‌تواند دارای گوگرد و نمک باشد و معمولاً عاری از انواع فلزات است و حدود نیمی از آن را نفتا تشکیل می‌دهد.
میعانات گازی برخلاف بوتان و پروپان نیازمند شرایط ویژه برای مایع ماندن نیستند و به شیوه‌های مختلف قادر به تبدیل به گازوئیل، بنزین، نفت سفید، سوخت جت و... هستند. در مقایسه با پالایشگاه نفت خام، در پالایشگاه میعانات گازی، فرایندهای تبدیلی و پالایشی کمتر است بنابراین هزینه سرمایه‌گذاری آن کمتر از هزینه سرمایه‌گذاری پالایشگاه نفت خام است.
ارزش حرارتی ناویژه هر لیتر از میعانات گازی حدود۴/۳۲۷۰۶ بی تی یو که تقریباً معادل با ارزش حرارت ۸۲۶/. متر مکعب گاز طبیعی خط لوله اول سراسری است؛ بنابراین، این محصول به دلیل داشتن ارزش حرارتی بالا از اهمیت قابل توجهی برای صادرات برخوردار می‌باشد. به گونه‌ای که صادرات آن می‌تواند هزینه سرمایه‌گذاری اولیه یک پالایشگاه گازی را در ظرف مدت زمان کوتاهی برگرداند به شرط آنکه مشخصه فنی مطلوب را داشته باشد.

## هدف از تثبیت میعانات گازی (Condensate Stabilization)

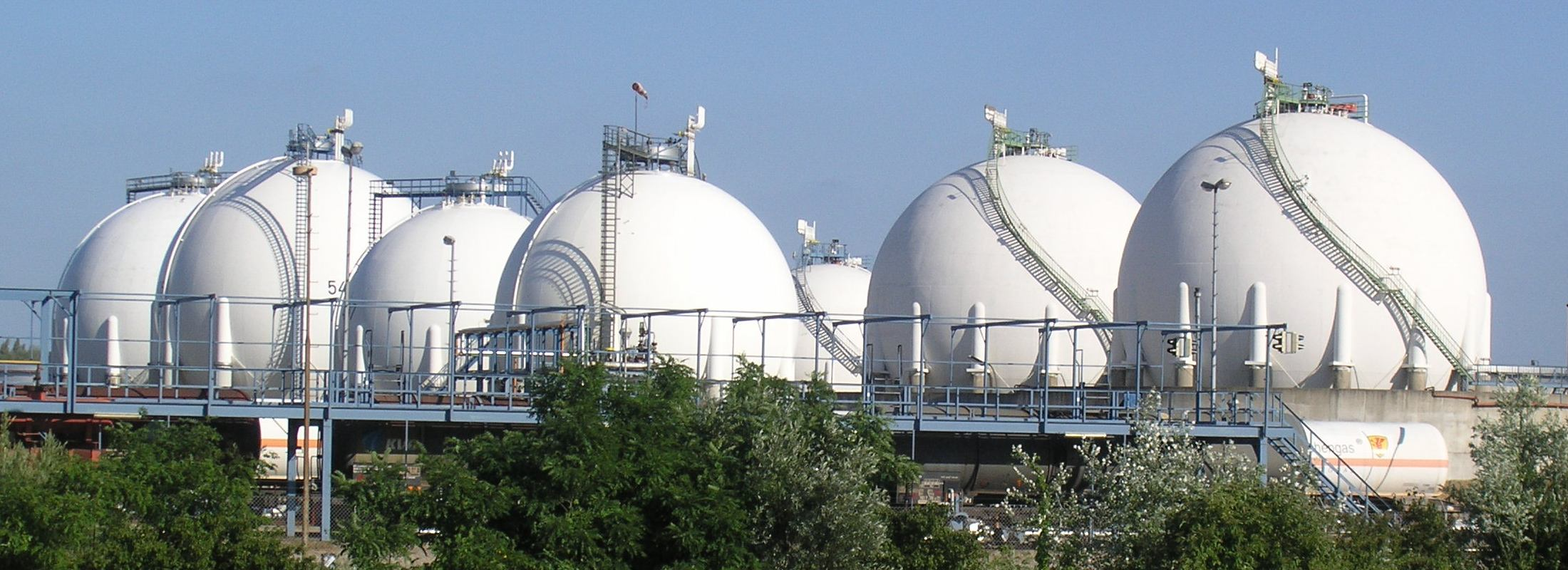